# Mehmet Aygün
Mehmet Aygün (* ca. 1956 in Giresun, Türkei) ist ein in Deutschland lebender türkischer Fleischer. Er verkaufte nach eigenen Angaben als erster İskender Kebap im Fladenbrot und gilt damit neben anderen als Erfinder des Döner Kebab im Fladenbrot.

## Werdegang
Mehmet Aygün wuchs mit fünf Geschwistern in Giresun auf und begann früh im dortigen Laden seines Vaters mitzuarbeiten. Der Vater starb, als Mehmet Aygün Teenager war.
Im Alter von 16 Jahren soll Aygün in dem seiner Familie gehörenden Kreuzberger City-Imbiß am Kottbusser Damm (später Hasır) tätig gewesen sein. Demnach soll er im März 1971 den Verkauf des speziellen Döners begonnen haben, nachdem er zu dieser Neuerung durch das in Deutschland bereits verbreitete Fast Food inspiriert worden sein soll. Zuvor sei Dönerfleisch wie in der Türkei meist nur auf einem Teller mit Reis und Salat und traditionell ohne Saucen serviert worden.
Nach anderen Angaben zog Aygün erst 1974, im Alter von 18 Jahren, zu einem Onkel in Berlin, um in dessen Gaststätte zu arbeiten, womit er sich Sprachkurse und sein Fachhochschulstudium finanzierte.
1978 eröffnete Aygün das erste Hasır-Restaurant; 2008 betrieb er acht Filialen in Berlin, die in Reiseführern als „Imbissetablissements“ empfohlen werden. Versuche, den Döner „deutscher Art“ (tatsächlich wird dieser in China als deutsche Spezialität vermarktet) mit ähnlichem Erfolg in der Türkei zu etablieren, sind dagegen lange gescheitert.
In der Türkei betreibt Mehmet Aygün nach Anfängen in den 1990er Jahren zunächst mehrere kleinere Hotels im Istanbuler Stadtteil Şişli, um 2003 an der Türkischen Riviera ein All-inclusive-Themenhotel zu eröffnen.
Mehmet Aygün fungierte zweimal als Präsident des Fußballvereins Türkiyemspor Berlin (1991/1996).
Im Januar 2009 wurde in einigen Medien behauptet, Aygün sei verstorben, wobei es sich jedoch um eine Verwechslung handelte.

## Sonstiges
Verschiedene Medien nennen abweichend Kadir Nurman als Erfinder des Döner Kebab. Dieser verkaufte seit 1972 in Berlin-Charlottenburg Kebabfleisch mit Zwiebeln und Salat im Brot.